# Zachary Clay
Pour les articles homonymes, voir Clay.
Zachary Clay (né le 5 juillet 1995 à Langley (Colombie-Britannique)) est un gymnaste canadien.
Il termine 21e du concours général des Championnats du monde 2017.